# Viola Beach
Viola Beach va ser una banda britànica d'indie pop formada l'any 2013, a Warrington, Regne Unit. Va estar formada pel vocalista i guitarrista Kris Leonard, el guitarrista River Reeves, el baixista Tomas Lowe i el bateria Jack Dakin. Els quatre membres de la banda, juntament amb la seva mánager Craig Tarry, van morir en un accident de cotxe a Södertälje, Suècia, el 13 de febrer de 2016.
A la setmana posterior a l'accident, el senzill «"Boys That Sing"/"Like a Fool"» va aconseguir quedar al lloc número 80 al UK Singles Chart, mentre que el senzill «Swings and Waterslides» al lloc número 11, després d'una campanya pública per augmentar les vendes. Durant la mateixa setmana, «Swings and Waterslides» també va aconseguir quedar al lloc número 3 en vendes, i «"Boys That Sing"/"Like a Fool"» al lloc 27.

## Carrera
La banda es va formar a Warrington, Cheshire, a mitjan 2013. Els membres originals eren Kris Leonard (guitarra i veu), Frankie Coulson (guitarra), Jonny Gibson (baix elèctric), i Jack Dakin (bateria).No obstant això, al maig de 2015, Coulson i Gibson van ser reemplaçats per River Reeves (guitarra) i Tomas Lowe (baix). La banda va realitzar el seu debut al popular club Cavern Club, a Liverpool, mateix lloc on van tocar per primera vegada The Beatles l'any 1961. El seu primer senzill «Swings and Waterslides», va ser afegit a la llista de reproducció de la BBC Radio 1 al setembre de 2015.
La banda va ser promoguda per BBC Introducing, i es van presentar als Festivals de Reading i de Leeds del 2015. Al novembre de 2015, la banda va gravar una sessió en viu per a la BBC Radio 1. Viola Beach va llançar el seu segon i últim senzill, «"Boys That Sing" / "Like a Fool"», a través de la discogràfica Communion el 22 de gener de 2016.

## Influències
Quan se li va preguntar sobre les seves influències musicals, el cantant i guitarrista Kris Leonard va comentar que «definitivament no estic conscientment influenciat per ningú», però va esmentar com a font d'inspiració a The Coral, The Zutons, The Beatles i Hooton Tennis Club, les seves bandes favorites de Liverpool. També va dir que l'àlbum debut de The Kooks Inside In/Inside Out va tenir un paper molt important en què volgués convertir-se en músic.

## Accident

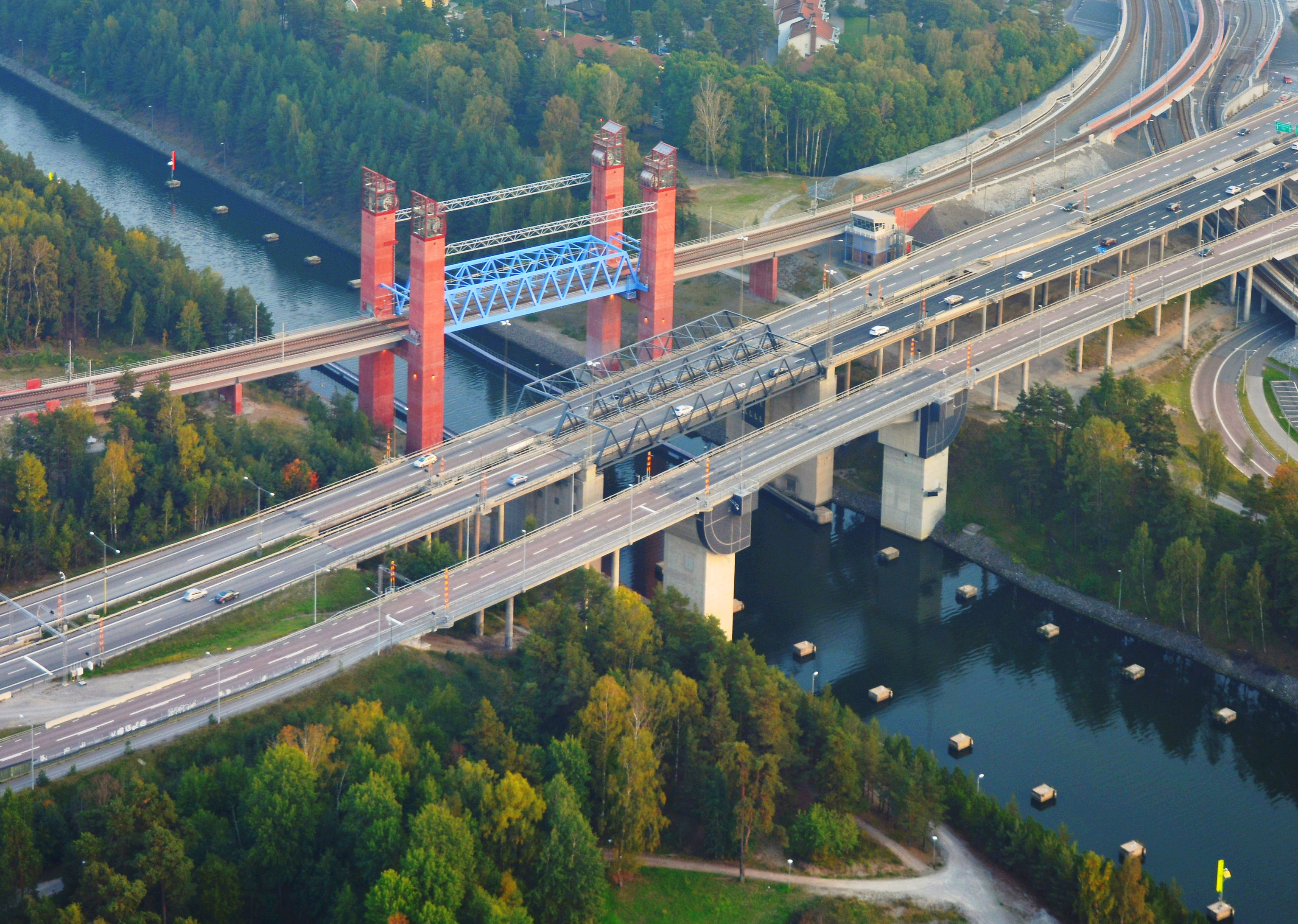
Els ponts al canal de Södertälje. L'accident va tenir lloc al pont E4 (centre).

El 13 de febrer de 2016, els quatre membres de la banda, Kristian "Kris" Leonard de 20 anys, River Reeves de 19 anys, Tomas Lowe de 27 anys i Jack Dakin de 19 anys, juntament amb el seu mánager, Craig Tarry de 32 anys, van morir en un accident de cotxe al caure d'un pont de l'autopista I4 en Södertälje, sud-oest d'Estocolm. Els testimonis van veure la caiguda del vehicle al buit des del pont, el qual en aquell moment es trobava obert amb la finalitat de deixar passar a un vaixell. El vehicle circulava al voltant de 70 quilòmetres per hora, i per evitar col·lidir amb els cotxes que es trobaven aturats esperant que el pont estigués de nou operatiu, el vehicle va donar un cop de volant, provocant que caiguessin al canal a 25 metres d'altura.No obstant això, la causa oficial de l'accident encara no ha estat confirmada per les autoritats sueques.
El 16 de febrer, The Daily Telegraph va reportar que un buc petrolier sota el nom de «Tellus», va navegar sobre les restes del vehicle accidentat de la banda poc després que aquest caigués a l'aigua. L'emissora sueca Sveriges Television, va informar que el capità del buc havia vist el Nissan Qashqai negre surant en l'aigua, però va pensar que només era una gran massa de neu. Això planteja la possibilitat que la banda va poder haver sobreviscut a l'impacte inicial de la caiguda, i podrien haver mort a causa del buc, la qual cosa també explicaria perquè el vehicle estava en tan males condicions en ser recuperat.
El 25 de febrer, un portaveu de la policia d'Estocolm va comentar que el conductor del vehicle no tenia cap rastre d'alcohol o drogues en la seva sang.No obstant això, la policia no va revelar la identitat del conductor. El mateix dia, l'oficial de policia a càrrec de la recerca va agregar "Hem estat capaços de veure que el cotxe va frenar abans d'arribar al pont. Això ens permet descartar que el conductor s'hagi quedat dormit. Però el que realment ha succeït és completament inexplicable. En aquest moment no hi ha cap hipòtesi."
La banda havia tocat en el festival de música Where's the Music? a la ciutat de Norrköping el dia anterior. La banda tenia programat tocar en el festival South by Southwest a Austin, Texas, al març de 2016, i en els festivals The Great Escape Festival a Anglaterra, i T in the Park a Escòcia, i també tocar a la seva ciutat natal de Warrington al març i octubre.
Fans de la banda van començar una campanya per aconseguir que el senzill «Swings and Waterslides» aconsegueixi quedar en el primer lloc de la UK Singles Chart. La campanya va rebre el suport de l'ex-cantant d'Oasi Liam Gallagher i la banda de rock Kasabian. El senzill va aconseguir quedar al lloc número 39 a l'Official Chart Update. El 16 de febrer va aconseguir el lloc número tres de la llista d'iTunes.Nombroses flors, espelmes, ampolles de cervesa, fotografies i fins i tot una guitarra signada per un dels membres de la banda van ser dipositats fora de The Lounge, el club on la banda va començar la seva carrera, i també fora de l'ajuntament de Warrington.Després de la notícia de les morts dels membres de la banda juntament amb la seva mánager, es va anunciar que tots els ingressos serien donats a les famílies de les víctimes.

## Discografia

### Senzills
| Any  | Títol                            |
| ---- | -------------------------------- |
| 2015 | "Swings & Waterslides"           |
| 2016 | "Boys That Sing" / "Like a Fool" |